# Сесіл Воллес Вітфілд
Сер Сесіл Вінсент Воллес Вітфілд (англ. Sir Cecil Wallace-Whitfield, 20 березня 1930 — 9 травня 1990) — багамський політик, який був першим лідером Вільного національного руху з 1973 по 1990 рік. Він також був членом Палати зборів Багамських островів з 1967 по 1990 рік.

## Раннє життя і освіта
Воллес Вітфілд народився в Нассау, Багамські острови, в 1930 році. Здобув освіту в коледжі Сент-Джонс та Лондонському університеті. Після закінчення навчання повернувся на Багамські острови і працював адвокатом.

## Політична кар'єра
У 1967 році Воллес Вітфілд був обраний до Палати зборів як член Прогресивної ліберальної партії (ПЛП). Він був призначений до кабінету прем'єр-міністра Ліндена Піндлінга, де працював міністром туризму, а потім міністром фінансів.
Наприкінці 1960-х Воллес Вітфілд розчарувався в ПЛП і вийшов з кабінету міністрів у 1970 році. Згодом він став одним із засновників ФНМ, правоцентристської політичної партії. Воллес Вітфілд став першим лідером ФНМ і привів партію на перші загальні вибори в 1972 році, де вона отримала два місця в Палаті зборів.
На загальних виборах 1977 року ФНМ отримала дев'ять місць, ставши офіційною опозиційною партією на Багамських островах. Воллес-Уітфілд очолював ФНМ на загальних виборах 1982 і 1987 років, але партія не змогла перемогти ПЛП.

## Спадщина
Воллес Вітфілд помер у Маямі, штат Флорида, у 1990 році у віці 60 років. Того ж року королева Єлизавета II посмертно посвятила його в лицарі.
Воллес Вітфілд вважається одним з батьків-засновників сучасної політики Багамських островів. Він був рішучим прихильником демократії та прав людини. Він також відіграв ключову роль у розвитку економіки Багамських островів, зокрема туристичного сектору.
У 2018 році Воллес-Уітфілд був посмертно нагороджений орденом Національного героя — найвищою нагородою, яку може надати уряд Багамських островів.
Воллес-Уітфілд зображений на банкноті номіналом 5 доларів Багам.